# Skolan för informations- och kommunikationsteknik
KTH Skolan för informations- och kommunikationsteknik (ICT) var en av då tio skolor vid Kungliga Tekniska högskolan i Stockholm. ICT:s verksamhet gick 1 januari 2018 in i Skolan för elektroteknik och datavetenskap, en av fem skolor vid KTH. 
Verksamheten är belägen i Kista med lokaler i byggnaden Electrum. Skolchef (dekan) var professor Jens Zander. Skolan bedrev en civilingenjörsutbildning, två högskoleingenjörsutbildningar samt ett kandidatprogram och fem masterprogram på engelska. Skolan hade drygt 1 680 heltidsstudenter och 321 anställda varav 42 var professorer och 30 var universitetslektorer. Omsättningen var ca 430 miljoner SEK.

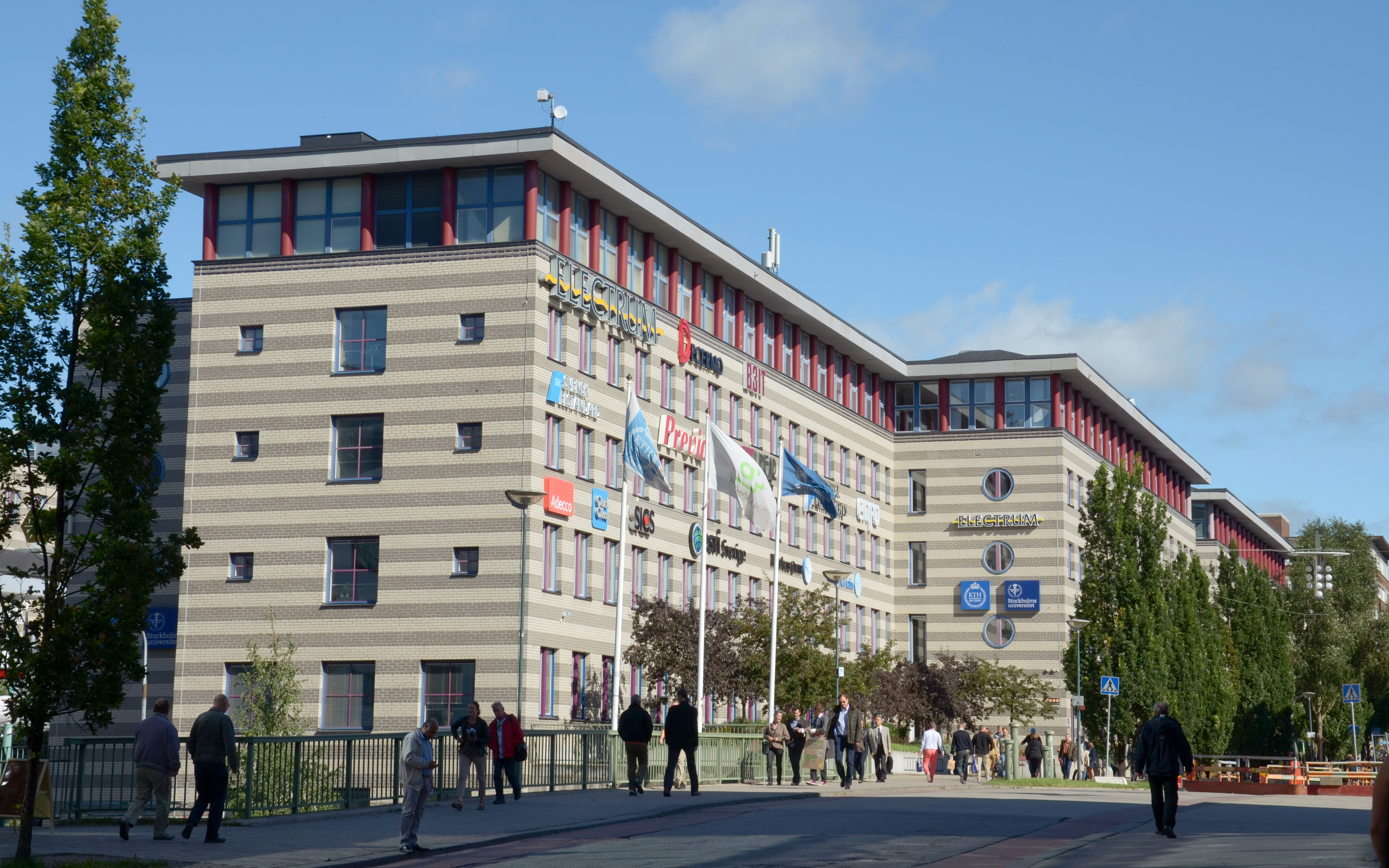
Electrum ligger på Kistagången 16. Här finns KTH Kista med bland annat Electrumlaboratoriet.

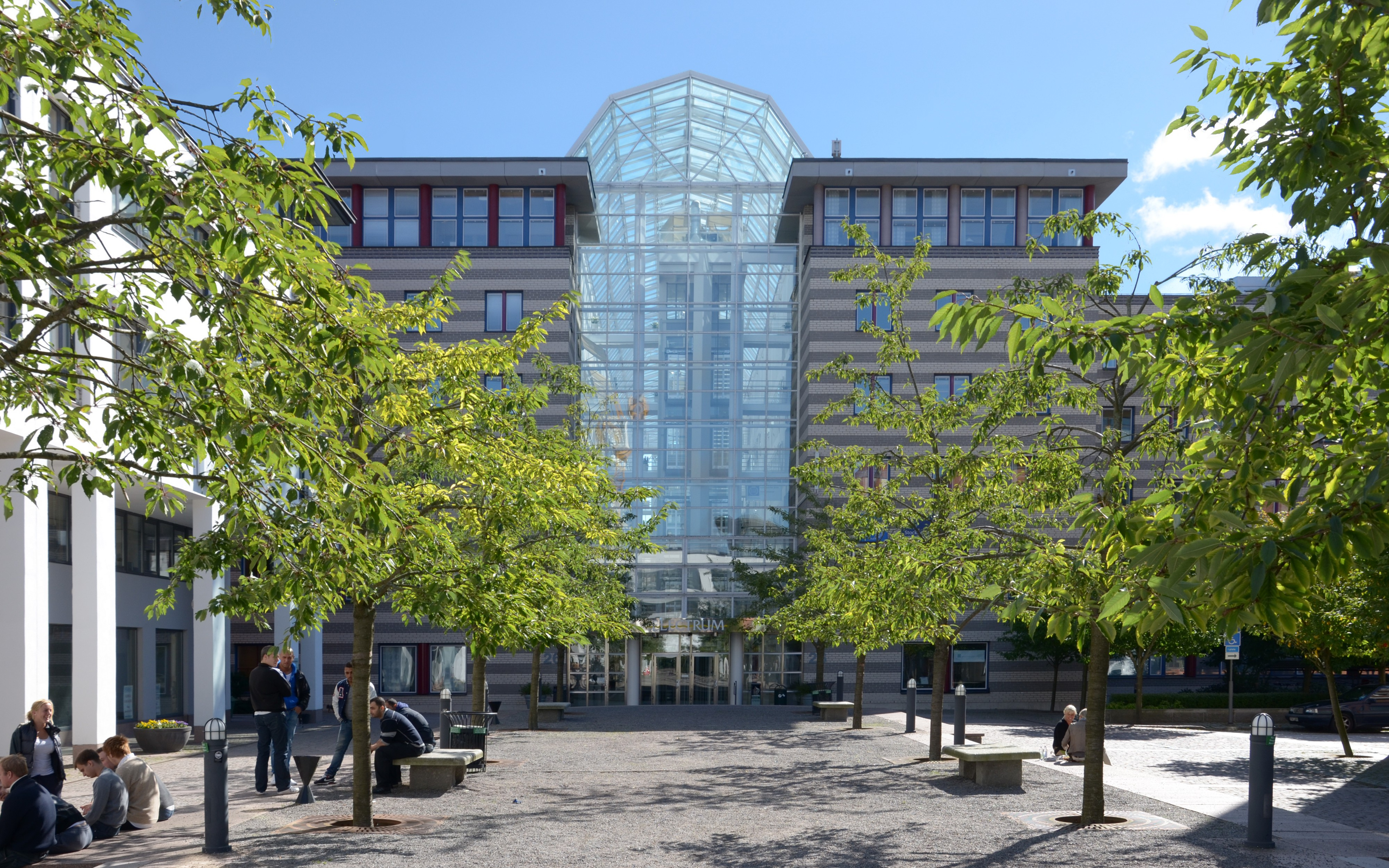
Baksidan av Electrum med adress Isafjordsgatan 26.

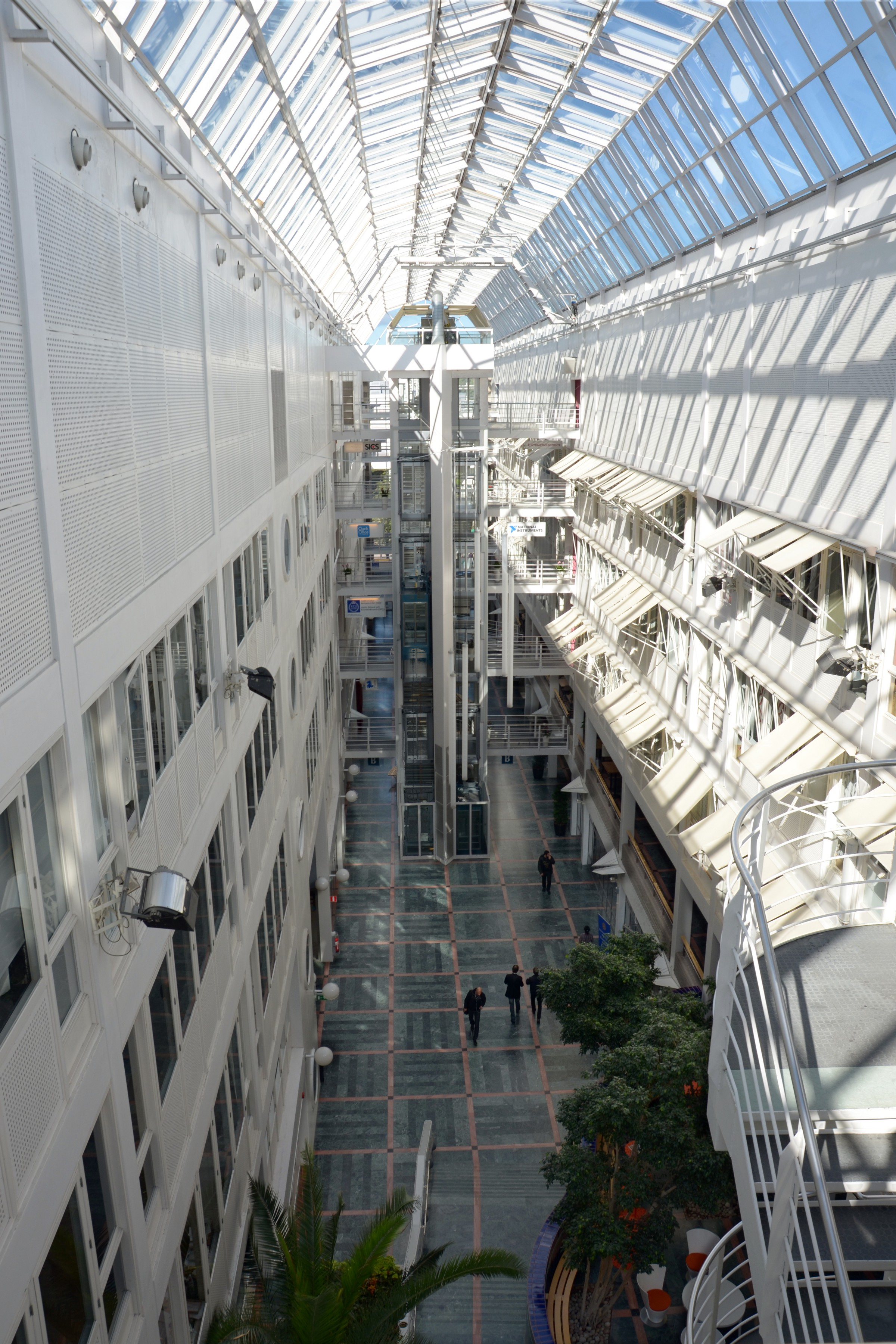
Ljusgården i Electrum.

## Avdelningar
- Avdelningen för Elektronik
- Avdelningen för Kommunikationssystem
- Avdelningen för Programvaruteknik och Datorsystem

## Forskningscentra
- Wireless@KTH
- Electrumlaboratoriet

## Professorer
- Claes Beckman (gästprofessor)
- Magnus Boman
- Mats Brorsson
- Elena Dubrova
- Magnus Frodigh (adjungerad)
- Mats Götelid
- Anders Hallén
- Mattias Hammar
- Seif Haridi
- Ahmed Hemani
- Carl Gustaf Jansson
- Dejan Kostic
- Gerald Q. Maguire
- Mihhail Matskin
- Håkan Olsson
- Ana Rusu
- Christian Schulte
- Mark T. Smith
- Hannu Tenhunen
- Oscar Tjernberg
- Urban Westergren
- Lena Wosinska
- Jens Zander
- Carl-Mikael Zetterling
- Li-Rong Zheng
- Johan Åkerman (gästprofessor)
- Mikael Östling